# 미야하라 종합 운전소
미야하라 종합 운전소(일본어: 宮原総合運転所)는 일본 오사카부 오사카시 요도가와구에 위치한 서일본 여객철도 오사카 지사 관할의 차량 기지이다. 도카이도·산요 신칸센의 신오사카역 부근의 고가교 밑, 홋포 화물선의 옆에 위치하고 있다.
일본국유철도 시대에는, 미야하라 기관구, 미야하라 객차구, 미야하라 전차구, 미야하라 조차장이 동일 장소에 위치하고 있었다. 그러다가 1987년 4월 1일의 4기관 통폐합을 거쳐 현재의 형태가 되었다. 본 운전소에는 오사카 종착의 열차가 회송하여 들어온다.

## 소속 차량의 차체에 표시된 약호
- 여객차 : 「大ミハ」 - 앞의 대(大)자는 오사카(일본어: 大阪) 지사를 의미하고, 뒤의 미하(일본어: ミハ)는 미야하라 운전소를 의미한다.
- 일본국유철도 시대에도 「大ミハ」였다가, JR 발족 직후에 「近ミハ」(이 때의 근(近)자는 긴키(일본어: 近畿) 지방을 의미)가 되었다가 그 이후에 개정으로 「本ミハ」(본(本)자는 본사 직관할을 의미)로 바뀌었다. 그 이후에 다시 현재의 「大ミハ」로 변경되었다.
- 기관차 : 「宮」- 미야하라(일본어: 宮原)을 의미.

## 역사
- 1933년 9월 1일 - 미야하라 조차장(일본어: 宮原操車場) 개설.
- 1934년 5월 25일 - 서쪽을 도는 회송선 신설.
- 1985년 3월 14일 - 미야하라 기관구에 차량을 배치하지 않게됨. 소속했던 EF65형 1000번대나 EF58형은 스이타 기관구에 전속.
- 1996년 6월 1일 - 미야하라 전차구와 미야하라 객차구가 통합되어 미야하라 운전소(일본어: 宮原運転所)로 개편됨.
- 1998년 6월 1일 - 미야하라 운전소와 미야하라 조차장이 통합되어, 미야하라 종합 운전소(일본어: 宮原総合運転所)로 개편됨.

## 배치된 차량
이하는 2012년 4월 1일 기준으로 작성된 것이다.

### 전동차
- 225계 전동차 (6000번대)
  - 6량 편성으로 5편성, 4량 편성으로 3편성, 도합 42량이 배치되어있다.
  - 후쿠치야마 선(JR 다카라즈카 선)에서 운용되고있다.
- 223계 전동차 (6000번대)
  - 4량 편성으로 22편성 총 88량 배치. 2007년 제조분으로, 집전 장치 (팬터그래프)를 2기 탑재한 차량이다.
  - 2008년 3월 15일부터 JR 도자이 선 (전 구간), 가타마치 선 (갓켄토시 선) (교바시~하나텐간), 오사카히가시 선 (전 구간), 야마토지 선 (규호지~나라간)을 경유하는 나라~아마가사키간의 직통 쾌속에 운용되고 있다.
  - 2008년 6월 28일부터는 후쿠치야마선 (JR 다카라즈카 선)의 단바지 쾌속과 오사카 발착의 쾌속에도 운용되고 있다.
- 113계 전동차
  - 후쿠치야마 선(JR 다카라즈카 선)러시아워의 쾌속열차를 중심으로 운용되고 있었지만,2012년 3월17일부터 다이어개정에 의해 운영을 종료하였으며 해체되었다.
- 쿠모야 145형 전동차
  - 쿠모야 145-1004 1량이 사업용으로 배치되어 있다 (견인 용도 등으로 사용).

### 객차
- 14계 객차
  - 야행 쾌속 '문라이트 마쓰야마'·'문라이트 다카치' 및 임시·단체 열차용의 7량, 리조트 및 슈플 차량 6량, 조이풀 트레인 '살롱카 나니와' 7량 (1편성), 조이풀 트레인 '아스카' 편성의 일부 (1량), 도합 21량이 배치되어 있다.
- 24계 객차
  - 침대 특급 '트와일라잇 익스프레스'용으로 10량 편성 총 3편성 (도합 30량)이 배치되어 있다.
- 12계 객차 (+14계 객차)
  - 조이풀 트레인 '아스카'의 7량 편성 1편성 (6량; 1량은 14계)가 배치되어 있다.
- 마이테 49형 객차
  - 1량 배치. 전망용 차량으로 'SL 야마구치 호' 등의 임시 열차의 최후미에 연결되어 사용된다.
- 오하46형 객차
  - 1량 배치. 보존용.
- 오하후33형 객차
  - 2량 배치. 보존용.
- 오야31형 객차
  - 1량 배치. 건축 한계 측정용으로 쓰이는 시험 차량.

### 기관차
- EF15형 전기 기관차
  - 1량 배치. 보존용.
- EF58형 전기 기관차
  - 서일본 여객철도에서 유일하게 150호기가 동태보존 되어 있다. 주로 임시 열차의 견인 등에 사용되고 있다.
- DD51형 디젤 기관차
  - 6량 배치. 객차와 서일본 여객철도의 공사용 열차를 견인.
- DE10형 디젤 기관차
  - 2량 배치. 이 중 1량은 조이풀 트레인 '기노쿠니 시사이드'의 견인차. 이외에 주로 운전소 내 입환 작업등에 사용.

### 보존되고 있는 차량
- 전기 기관차 - EF15형 158호기, EF65형 1호기 (차적에는 없음).
- 객차 - 오하 46 13, 오하후 33 48 및 오하후 33 289. 또, 차적에 없는 오하후 33 33도 유치되어 보존되고 있다.

### 과거의 배치·보존 차량
- EF60형 전기 기관차
  - 503호기만 보존되고 있다가 2008년 11월 17일 운전소에서 해체되었다.